# Museo dei bronzi dorati e della città di Pergola
Il Museo dei bronzi dorati e della città di Pergola fu inaugurato il 9 ottobre 1999; è ospitato nel quattrocentesco ex convento di San Giacomo e si articola in un percorso circolare attorno all'antico chiostro, suddiviso in quattro sezioni.

## Storia e descrizione
Attrattiva principale è sicuramente il gruppo statuario di origine romana dei Bronzi dorati da Cartoceto di Pergola, più volte salito alla cronaca, anche nazionale, per la contesa fra la cittadina pesarese e il Museo archeologico nazionale delle Marche di Ancona.
Probabilmente risalente al 50 a.C., il gruppo oggi fa bella mostra di sé nella sala realizzata con soluzioni tecnologiche all'avanguardia, dove una "tenda d'aria" garantisce il microclima ideale per la conservazione di queste statue uniche al mondo. Nel maggio del 2019 l'allestimento è stato completamente rinnovato con una visione "immersiva" delle statue, realizzata da Paco Lanciano.
La sezione archeologica è completata da corredi di tombe di età romana rinvenuti nella zona e da due mosaici policromi rinvenuti nella frazione di Montesecco, presso una "villa rustica" del IV - V secolo d.C., probabile residenza di un "dominus".
La sezione numismatica comprende 238 monete donate nel 1971 da don Giovanni Carboni. Gran parte della collezione risale al periodo di poco precedente e contemporaneo alle campagne napoleoniche. Spiccano, fra i pezzi presenti, alcune monete coniate dalla zecca di Pergola (attiva dal 1796 al 1799) e un "marengo d'oro" risalente alle Repubbliche "Giacobine".
La sezione storico-artistica raccoglie opere provenienti da palazzi nobiliari e chiese del territorio, testimonianza significativa dell'antica ricchezza e del patrimonio della città. Dipinti, sculture e arredi in legno, stampe e disegni databili tra il XIV e il XVIII secolo. Ben rappresentata la scuola marchigiana (Giovanni Santi, Giovanni Anastasi, Ercole Ramazzani, Giovan Francesco Ferri, Pompeo Morganti), veneta (Claudio Ridolfi), emiliana (Giacomo Francia). Fra le statue spiccano un San Rocco proveniente dalla bottega del Maestro di Magione e un Vesperbild, in gesso duro policromato, risalente ai primi anni del XV secolo. Un’opera unica che si differenzia nettamente dalle pietà presenti nel centro Italia. Legata a modelli praghesi e viennesi, si distingue per una serie di eccezionali particolarità, come l’espressione di dolore contenuto della Vergine e la complessità del panneggio del manto.
L'ultima sezione è di arte contemporanea, con opere grafiche del maestro e concittadino Walter Valentini, esponente di spicco dell'astrattismo lirico italiano ed europeo.